# Fosa a pressió

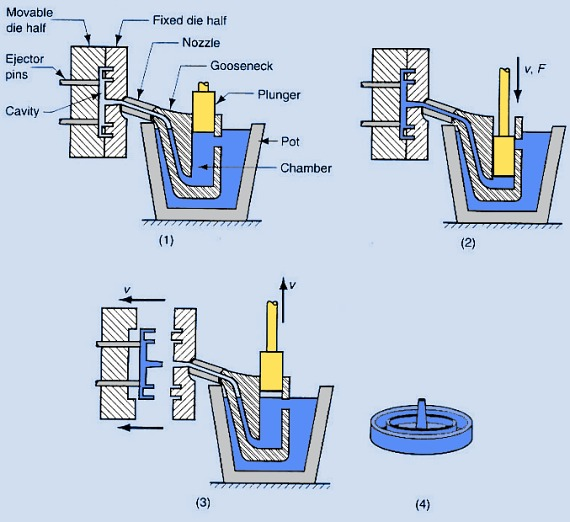
procés de fosa a pressió

La fosa a pressió és un procés de fosa de metalls que es caracteritza per forçar el metall fos a alta pressió a la cavitat del motlle. La cavitat del motlle es crea amb dues matrius d'acer d'eina endurit que s'han mecanitzat en forma i funcionen de manera similar a un motlle d'injecció durant el procés. La majoria de les peces de fosa a pressió estan fetes de metalls no fèrrics, concretament de zinc, coure, alumini, magnesi, plom, peltre i aliatges a base d'estany. Depenent del tipus de metall que es col·loca, s'utilitza una màquina de cambra calenta o freda.
Hi ha dos tipus de fosa a pressió, el més antic i comú, per a metalls de baixa temperatura de fusió com el plom, llauna i zenc consisteix en una únic cambra de procés on s'escalfa i s'emmotlla, en canvi, per aliatges d'alumini o coure, en requerir una temperatura de fusió més elevada i ser més corrosius, el procés de fusió té lloc en una cambra diferent de la d'emmotllat.
L'equip de fosa i les matrius metàl·liques representen grans costos de capital i això tendeix a limitar el procés a la producció de grans volums. La fabricació de peces amb fosa a pressió és relativament senzilla, i només inclou quatre passos principals, cosa que manté el cost incremental per article baix. És especialment adequat per a una gran quantitat de peces de fosa de mida petita i mitjana, per això la fosa a pressió produeix més peces de fosa que qualsevol altre procés de fosa. Les peces de fosa a pressió es caracteritzen per un molt bon acabat superficial (segons estàndards de fosa) i consistència dimensional.

## Història
L'equip de fosa a pressió es va inventar el 1838 per David Bruce amb el propòsit de produir tipus mòbils per a la indústria de la impressió. La primera patent relacionada amb la fosa a pressió es va concedir l'any 1849 per a una petita màquina accionada manualment per a la producció de tipus d'impressió mecanitzada. L'any 1885 Otto Mergenthaler va inventar la màquina Linotype, que va llançar una línia sencera de tipus com una sola unitat, utilitzant un procés de fosa a pressió. Gairebé va substituir completament el tipus de configuració a mà a la indústria editorial.
La màquina de fosa a pressió Soss, fabricada a Brooklyn, NY, va ser la primera màquina que es va vendre al mercat obert a Amèrica del Nord. Altres aplicacions van créixer ràpidament, amb la fosa a pressió facilitant el creixement dels béns de consum i dels electrodomèstics, reduint molt el cost de producció de peces complexes en grans volums. El 1966, General Motors va llançar el procés Acurad.

## Metall fos
Els principals aliatges de fosa a pressió són: zinc, alumini, magnesi, zinc, coure, plom i estany; encara que no és comú, també és possible la fosa a pressió de ferrosos. Entre els aliatges específics de fosa a pressió es troben: zinc alumini; alumini segons, per exemple, The Aluminum Association (AA): AA 380, AA 384, AA 386, AA 390; i magnesi AZ91D. A continuació es resumeixen els avantatges de cada aliatge:
- Zinc: el metall més fàcil de fondre; alta ductilitat; alta resistència a l'impacte; fàcil de revestir; econòmic per a peces petites; promou una llarga vida de les matrius.
- Alumini: lleuger; alta estabilitat dimensional per a formes molt complexes i parets fines; bona resistència a la corrosió; bones propietats mecàniques; alta conductivitat tèrmica i elèctrica; conserva la resistència a altes temperatures.
- Magnesi: el metall més fàcil de mecanitzar; excel·lent relació resistència-peso; l'aliatge més lleuger comunament fosa a pressió.
- Coure: alta duresa; alta resistència a la corrosió; les millors propietats mecàniques dels aliatges fosos a pressió; excel·lent resistència al desgast; excel·lent estabilitat dimensional; resistència que s'aproxima a la de les peces d'acer.
- Tombac i silici: aliatge d'alta resistència feta de coure, zinc i silici. Sovint s'utilitza com a alternativa a les peces d'acer fos per inversió.
- Plom i estany: alta densitat; precisió dimensional extremadament estreta; s'utilitza per a formes especials de resistència a la corrosió. Aquests aliatges no s'utilitzen en aplicacions de servei d'aliments per raons de salut pública. El metall tipus, un aliatge de plom, estany i antimoni (de vegades amb traces de coure) s'utilitza per a la fosa de tipus manuals en la impressió tipogràfica i el bloqueig de làmines en calenta. Tradicionalment es fonia en motlles d'estirada manual, ara predominantment en fosa a pressió després de la industrialització de les foses de tipus. Al voltant de 1900 van aparèixer al mercat les màquines de fosa de tipus en metall calent, que van afegir una major automatització, amb de vegades dotzenes de màquines de fosa en una oficina de premsa.

A partir de 2008, els límits màxims de pes per a les peces foses d'alumini, llautó, magnesi i zinc s'estimen en aproximadament 31,8 kg, 4,5 kg, 20,0 kg, i 34,0 kg, respectivament. A finals de 2019, les màquines Giga Press capaces de fondre a pressió peces individuals de més de 100 kg s'estaven utilitzant per produir components de xassís d'alumini per al cotxe elèctric Tesla Model Y.
El material utilitzat defineix el grossor mínim de la secció i el mínim calat necessaris per a una bugada, com s'indica en la taula següent. La secció més gruixuda ha de ser inferior a 13 mm, però pot ser major.
| Metall              | Secció mínima | Angulación mínima |
| ------------------- | ------------- | ----------------- |
| Aliatges d'alumini  | 0,89 mm       | 1:100 (0.6°)      |
| Llautó i bronze     | 1,27 mm       | 1:80 (0.7°)       |
| Aliatges de magnesi | 1,27 mm       | 1:100 (0.6°)      |
| Aliatges de zinc    | 0,63 mm       | 1:200 (0.3°)      |

## Geometria del disseny
Hi ha una sèrie de característiques geomètriques que cal tenir en compte en crear un model paramètric d'una fosa a pressió:
- Angulació: és la quantitat de pendent o conicitat que es dona als nuclis o altres parts de la cavitat de la matriu per permetre la fàcil expulsió de la peça fosa de la matriu. Totes les superfícies de fosa que són paral·leles a l'adreça d'obertura de la matriu requereixen un calat per a la correcta expulsió de la fosa de la matriu.[8] Les foses a pressió que presenten un calat adequat són més fàcils d'extreure de la matriu i donen lloc a superfícies d'alta qualitat i a un producte final més precís.
- Arrodoniment: és la unió corba de dues superfícies que, d'una altra manera, s'haurien trobat en una cantonada o borda afilat. Simplement, els filets poden afegir-se a una peça de fosa per eliminar vores i cantonades indesitjables.
- La "línia de separació": representa el punt en el qual s'uneixen dos costats diferents d'un motlle. La ubicació de la línia de separació defineix quin costat de la matriu és la tapa i quin és l'expulsor.[9]
- Sortints: s'afegeixen a les peces de fosa a pressió perquè serveixin de separadors i punts de muntatge per a les peces que hauran de ser muntades. Per aconseguir la màxima integritat i resistència de la peça fosa, els sortints han de tenir un grossor de paret universal.
- Les nervadures: s'afegeixen a les peces de fosa a pressió per proporcionar un major suport als dissenys que requereixen la màxima resistència sense augmentar el grossor de les parets.
- Els orificis i finestres: requereixen una consideració especial en la fosa a pressió, ja que els perímetres d'aquests elements s'adhereixen a l'acer de la matriu durant la solidificació. Per contrarestar aquest efecte, ha d'afegir-se un generós corrent d'aire a les característiques dels orificis i les finestres.

## Equipament
Hi ha dos tipus bàsics de màquines de fosa a pressió: Les màquines de càmera calenta i les màquines de càmera freda. Es classifiquen segons la força de subjecció que poden aplicar. Els valors típics estan entre 2.540,1 i 25 401,2 kg.

### Fosa en càmera calenta

Esquema d'una màquina de càmera calenta

La fosa a pressió en càmera calenta, també coneguda com a màquines de coll de cigne, es basa en una piscina de metall fos per alimentar la matriu. Al principi del cicle, el pistó de la màquina es retreu, la qual cosa permet que el metall fos ompli el "coll de cigne". A continuació, el pistó d'accionament pneumàtic o hidràulic força la sortida del metall del coll de cigne cap a la matriu. Els avantatges d'aquest sistema són la rapidesa dels cicles (aproximadament 15 cicles per minut) i la comoditat de fondre el metall en la màquina de fosa. Els desavantatges d'aquest sistema són que està limitat al seu ús amb metalls de baix punt de fusió i que l'alumini no pot utilitzar-se perquè recull part del ferro mentre està en el bany de fusió. Per tant, les màquines de càmera calenta s'utilitzen principalment amb aliatges a força de zinc, estany i plom.

### Fosa en càmera freda

Esquema d'una màquina de fosa a pressió de càmera freda.

S'utilitzen quan l'aliatge de fosa no pot utilitzar-se en màquines de càmera calenta; entre elles es troben els aliatges d'alumini, zinc amb una gran composició d'alumini, magnesi i coure. El procés d'aquestes màquines comença amb la fusió del metall en un forn independent. A continuació, es transporta una quantitat precisa de metall fos a la màquina de càmera freda, on s'introdueix en una càmera d'injecció sense escalfar (o cilindre d'injecció). A continuació, aquesta injecció s'introdueix en la matriu mitjançant un pistó hidràulic o mecànic. El major desavantatge d'aquest sistema és el temps de cicle més lent a causa de la necessitat de transferir el metall fos del forn a la màquina de càmera freda.

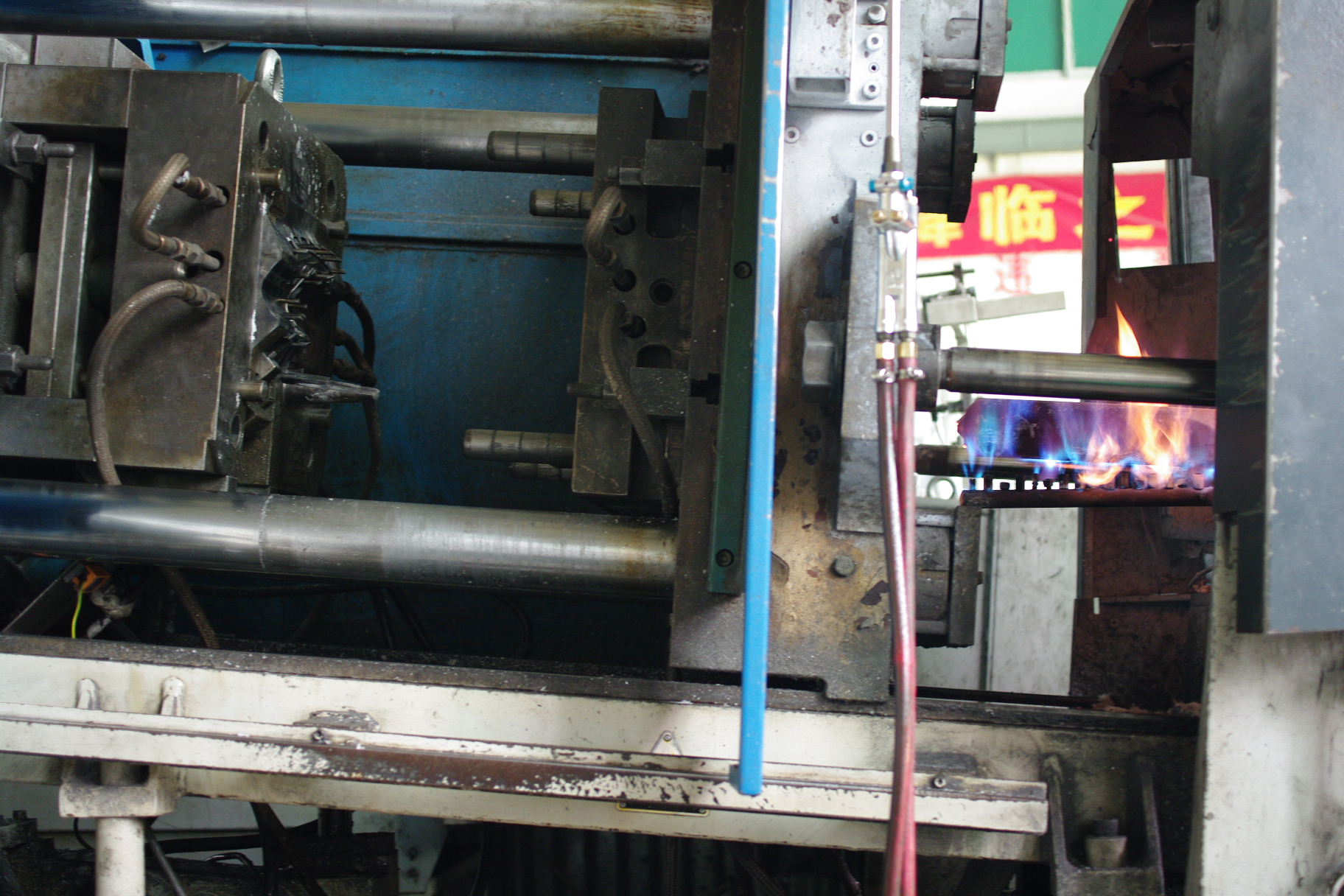
Eina oberta i filtre d'injecció
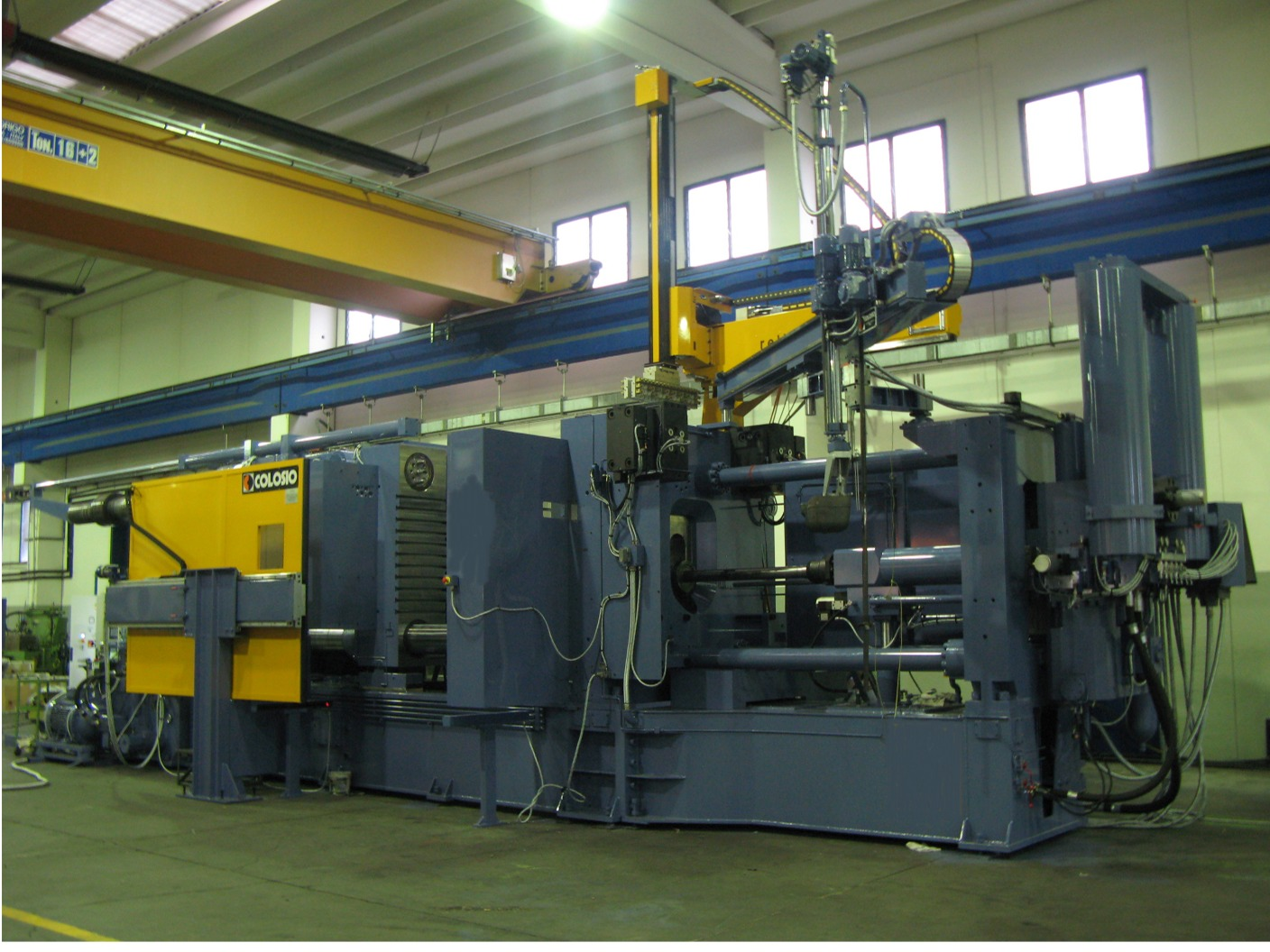
Cel·la de treball completa

## Motlle o eina

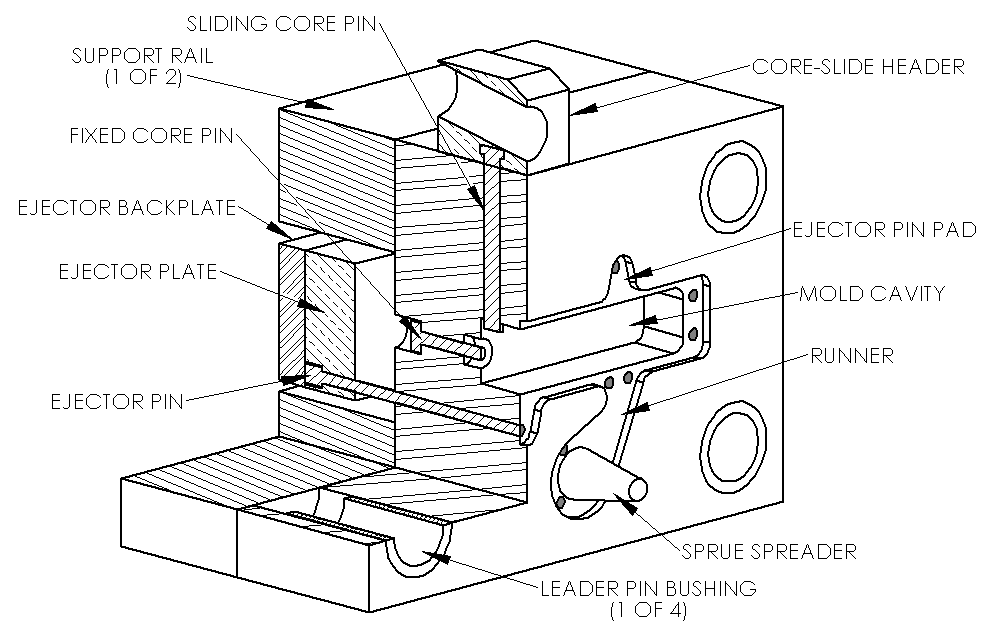
L'ejector mor a la meitat

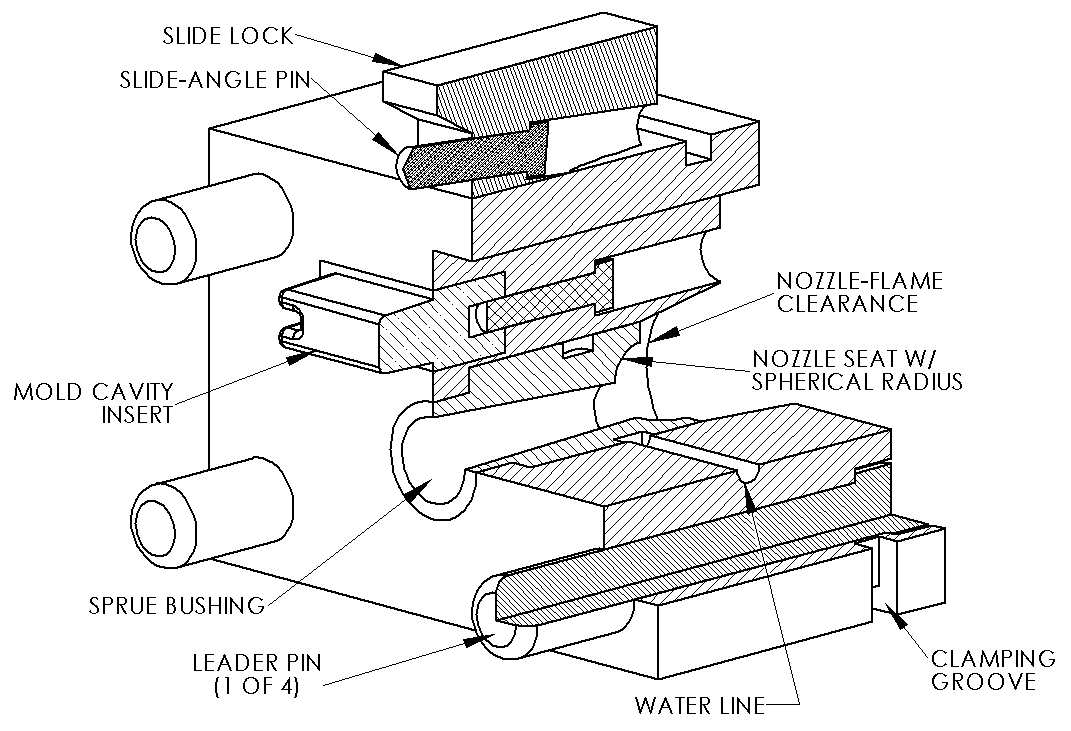
La tapa mor a la meitat

En la fosa a pressió s'utilitzen dues matrius; una es denomina "meitat de la matriu de cobertura" i l'altra "meitat de la matriu d'expulsió". El punt d'unió es denomina zona de separació. La matriu de recobriment conté el abeurador (per a les màquines de càmera calenta) o el orifici d'injecció (per a les màquines de càmera freda), que permet que el metall fos flueixi cap a les matrius; aquesta característica coincideix amb el filtre de l'injector en les màquines de càmera calenta o la càmera d'injecció en les màquines de càmera freda. La matriu d'expulsió conté els passadors d'expulsió i, en general, el corredor, camí des de l'abeurador o l'orifici d'injecció fins a la cavitat del motlle. L'encuny de la tapa es fixa a la platina frontal de la màquina de fosa, mentre que l'encuny de l'expulsor es fixa a la platina mòbil. La cavitat del motlle es talla en dos inserits de cavitat, que són peces separades que poden substituir-se amb relativa facilitat i es cargolen a les meitats de la matriu.
Les matrius estan dissenyades perquè la peça fosa acabada es llisqui fos de la meitat de la tapa de la matriu i romangui en la meitat de l'ejector quan s'obren les matrius. Això assegura que la bugada serà expulsada en cada cicle perquè la meitat expulsora conté els passadors expulsores per empènyer la bugada fora d'aquesta meitat de la matriu. Els pins ejectors són accionats per una placa de pins ejectors, que acciona amb precisió tots els pins al mateix temps i amb la mateixa força, per no danyar la peça fosa. La placa de passadors ejectors també retreu els passadors després d'expulsar la peça fosa per preparar el següent tret. Ha d'haver-hi suficients passadors d'expulsió perquè la força total de cada passador sigui baixa, ja que la peça fosa encara està calenta i pot resultar danyada per una força excessiva. Els passadors segueixen deixant una marca, per la qual cosa han d'estar situats en llocs on aquestes marques no obstaculitzin el propòsit de la fosa.
Altres components de les matrius són els nuclis i les corredisses. Els nuclis són components que normalment produeixen forats o obertures, però també poden utilitzar-se per crear altres detalls. Hi ha tres tipus de nuclis: fixos, mòbils i solts. Els nuclis fixos són els que estan orientats en paral·lel a l'adreça de tracció de les matrius (és a dir, l'adreça en la qual s'obren les matrius), per la qual cosa estan fixos, o permanentment units a la matriu. Els nuclis mòbils són els que estan orientats de qualsevol altra manera que no sigui paral·lela a l'adreça de tracció. Aquests nuclis han de ser retirats de la cavitat de la matriu després que la injecció se solidifique, però abans que les matrius s'obrin, utilitzant un mecanisme separat. Les corredisses són similars als nuclis mòbils, tret que s'utilitzen per formar superfícies de subcontratall. L'ús de nuclis mòbils i corredisses augmenta en gran manera el cost de les matrius. Els nuclis solts, també anomenats pick-outs, s'utilitzen per fondre característiques intricades, com a forats roscats. Aquests nuclis solts s'introdueixen en la matriu a mà abans de cada cicle i després s'expulsen amb la peça al final del cicle. A continuació, el nucli ha de retirar-se a mà. Els nuclis solts són el tipus de nucli més car, a causa de la mà d'obra addicional i a l'augment del temps de cicle. Altres característiques de les matrius són els passatges de refrigeració per aigua i els respiradors al llarg de la línia de separació. Aquests respiradors solen ser amples i fins (aproximadament 0,13 mm) perquè quan el metall fos comenci a omplir-los el metall se solidifique ràpidament i es minimitzin les deixalles. No s'utilitzen massalotes perquè l'alta pressió assegura una alimentació contínua de metall des de la comporta.
Les propietats més importants dels materials per a les matrius són la resistència al xoc tèrmic i l'estovament a temperatura elevada; altres propietats importants són la templabilitat, la maquinabilitat, la resistència a la comprovació de la calor, la soldabilitat, la disponibilitat (especialment per a les matrius més grans) i el cost. La longevitat d'una matriu depèn directament de la temperatura del metall fos i de la durada del cicle. Les matrius utilitzades en la fosa a pressió solen estar fetes d'acer per a eines endurit, ja que el ferro colat no pot suportar les altes pressions implicades, per la qual cosa les matrius són molt cares, la qual cosa es tradueix en alts costos d'engegada. Els metalls que es fonen a temperatures més altes requereixen matrius d'acer aliat de més alta temperatura de fusió.
| Component                   | Metall fos          | Metall fos          | Metall fos             | Metall fos          | Metall fos         | Metall fos          |
| Component                   | Estany, plom i zinc | Estany, plom i zinc | Alumini i magnesi      | Alumini i magnesi   | Coure i llautó     | Coure i llautó      |
| Component                   | Material            | Duresa              | Material               | Duresa              | Material           | Duresa              |
| --------------------------- | ------------------- | ------------------- | ---------------------- | ------------------- | ------------------ | ------------------- |
| Insercions de cavitat       | P20                 | 290–330 HB          | H13                    | 42–48 HRC           | DIN 1.2367         | 38–44 HRC           |
| Insercions de cavitat       | H11                 | 46–50 HRC           | H11                    | 42–48 HRC           | H20, H21, H22      | 44–48 HRC           |
| Insercions de cavitat       | H13                 | 46–50 HRC           |                        |                     |                    |                     |
| Nuclis                      | H13                 | 46–52 HRC           | H13                    | 44–48 HRC           | DIN 1.2367         | 40–46 HRC           |
| Nuclis                      |                     |                     | DIN 1.2367             | 42–48 HRC           |                    |                     |
| Pines del nucli             | H13                 | 48–52 HRC           | DIN 1.2367 preescalfat | 37–40 HRC           | DIN 1.2367 prehard | 37–40 HRC           |
| Peces de l'abeurador        | H13                 | 48–52 HRC           | H13 DIN 1.2367         | 46–48 HRC 44–46 HRC | DIN 1.2367         | 42–46 HRC           |
| Filtre                      | 420                 | 40–44 HRC           | H13                    | 42–48 HRC           | DIN 1.2367 H13     | 40–44 HRC 42–48 HRC |
| Passadors d'expulsió        | H13                 | 46–50 HRC           | H13                    | 46–50 HRC           | H13                | 46–50 HRC           |
| Maniguet de tret de l'èmbol | H13                 | 46–50 HRC           | H13 DIN 1.2367         | 42–48 HRC           | DIN 1.2367 H13     | 42–46 HRC           |
| Bloc de suport              | 4140 preescalfat    | 300 HB              | 4140 prehard           | 300 HB              | 4140 preescalfat   | 300 HB              |

La principal causa de problemes de les matrius de fosa és el desgast o la erosió. Altres tipus de problemes són el heat checking i la fatiga tèrmica. El control tèrmic és quan es produeixen esquerdes en la superfície de la matriu a causa d'un gran canvi de temperatura en cada cicle. La fatiga tèrmica és quan es produeixen esquerdes superficials en la matriu a causa d'un gran nombre de cicles.
|                                             | Zinc      | Alumini     | Magnesi     | Llautó (groc plomís) |
| ------------------------------------------- | --------- | ----------- | ----------- | -------------------- |
| Vida màxima de la matriu [nombre de cicles] | 1.000.000 | 100.000     | 100.000     | 10.000               |
| Temperatura de la matriu [C° (F°)]          | 218 (425) | 288 (550)   | 260 (500)   | 500 (950)            |
| Temperatura de bugada [C° (F°)]             | 400 (760) | 660 (1.220) | 760 (1.400) | 1.090 (2.000)        |

## Procés
Els següents són els quatre passos de la fosa a pressió tradicional, també coneguda com a fosa a alta pressió,, aquests són també la base de qualsevol de les variants de fosa a pressió: preparació de la matriu, ompliment, expulsió i sacsejada. Les matrius es preparen ruixant la cavitat del motlle amb lubrificant. El lubrificant ajuda a controlar la temperatura de la matriu i també facilita l'extracció de la bugada. A continuació es tanquen les matrius i s'injecta metall fos en elles a alta pressió; entre 10 i 175 megapascals. Una vegada que s'omple la cavitat del motlle, es manté la pressió fins que la fosa se solidifica. A continuació, s'obren les matrius i la injecció (les injeccions es diferencien de les bugades perquè pot haver-hi diverses cavitats en una matriu, la qual cosa dona lloc a diverses bugades per injecció) és expulsada pels passadors ejectors. Finalment, el sacsejat consisteix a separar la ferralla, que inclou la comporta, el corredor, la ferralla i el flaix, de la injecció. Per a això se sol utilitzar un encuny especial de retallada en una premsa mecànica o hidràulica. Altres mètodes per sacsejar són el serrat i l'esmerilat. Un mètode menys intensiu en mà d'obra és el volteig de les magranes si les comportes són fines i es trenquen amb facilitat; a continuació cal separar les comportes de les peces acabades. Aquesta ferralla es recicla refonent-la. El rendiment és aproximadament del 67%.
La injecció a alta pressió condueix a un ràpid ompliment de la matriu, que és necessari perquè tota la cavitat s'ompli abans que qualsevol part de la fosa se solidifique. D'aquesta manera, s'eviten les discontinuïtats, encara que la forma requereixi seccions fines difícils d'emplenar. Això crea el problema de l'atrapament d'aire, perquè quan el motlle s'omple ràpidament hi ha poc temps perquè l'aire surti. Aquest problema es minimitza incloent reixetes de ventilació al llarg de les línies de separació, no obstant això, fins i tot en un procés molt refinat seguirà havent-hi certa porositat al centre de la peça fosa.
La majoria dels fonedors realitzen altres operacions secundàries per produir característiques que no són fàcilment emmotllables, com tapping un forat, polir, xapar, polir o pintar.

### Inspecció
Després del sacsejat de la bugada, s'inspecciona per detectar defectes. Els defectes més comuns són els errors i els tancaments en fred. Aquests defectes poden ser causats per matrius fredes, baixa temperatura del metall, metall brut, falta de ventilació o massa lubrificant. Altres defectes possibles són la porositat del gas, la porositat per contracció, els trencaments en calent i les marques de flux. Les marques de flux són marques que queden en la superfície de la peça fosa a causa d'un mal guiat, cantonades afilades o excés de lubrificant.

### Lubrificants
Els lubrificants a força d'aigua són el tipus de lubrificant més utilitzat, per raons de salut, medi ambient i seguretat. A diferència dels lubrificants amb base de dissolvent, si l'aigua es tracta adequadament per eliminar tots els minerals que conté, no deixarà cap subproducte en les matrius. Si l'aigua no es tracta adequadament, els minerals poden causar defectes superficials i discontinuïtats.
Avui dia s'utilitzen emulsionis de "aigua en oli" i "oli en aigua", ja que, en aplicar el lubrificant, l'aigua refreda la superfície de la matriu en evaporar-se dipositant l'oli que ajuda a alliberar la granalla. Una barreja comuna per a aquest tipus d'emulsió és de trenta parts d'aigua per una d'oli, encara que en casos extrems s'utilitza una proporció de cent a un. Entre els olis que s'utilitzen hi ha l'oli residual pesat, grassa animal, greix vegetal, oli sintètic, i tot tipus de barreges d'aquests. Els HRO són gelatinosos a temperatura ambienti, però a les altes temperatures que es donen en la fosa a pressió, formen una fina pel·lícula. S'afegeixen altres substàncies per controlar la viscositat i les propietats tèrmiques d'aquestes emulsions, per exemple, grafit, alumini, mica. S'utilitzen altres additius químics per inhibir l'oxidació i el rovell. A més, s'afegeixen emulsionants per millorar el procés de fabricació de l'emulsió, per exemple, sabó, èster d'alcohol, òxid d'etilè.
Històricament, se solien utilitzar lubrificants amb base de dissolvent, com el gasoil i el querosè. Aquests eren bons per alliberar la peça de la matriu, però es produïa una petita explosió durant cada tret, la qual cosa provocava una acumulació de carboni en les parets de la cavitat del motlle. No obstant això, eren més fàcils d'aplicar uniformement que els lubrificants a força d'aigua.

### Avantatge
Avantatges de la fosa a pressió:
- Excel·lent precisió dimensional (depèn del material de fosa, però sol ser de 0,1 mm per als primers 2,5 cm i de 0,02 mm per a cada centímetre addicional.
- Superfícies de fosa llises (Ra 1–2.5 micròmetres o 0.04–0.10 rms).
- Es poden colar parets més fines en comparació de la fosa en sorra i en motlle permanent (aproximadament 0,75 mm).
- Es poden colar insercions (com a insercions roscades, elements de calefacció i superfícies de suport d'alta resistència).
- Redueix o elimina les operacions de mecanitzat secundàries.
- Ritmes de producció ràpids.
- Resistència a la tracció tan alta com 415 megapascals.
- La longitud del fluid de fosa no es veu afectada pel rang de solidificació, a diferència dels motlles permanents, les foses en sorra i altres tipus.[25]
- Les taxes de corrosió de les foses a pressió són més lentes que les de les foses en sorra a causa de la superfície més llisa de les foses a pressió.[26]

### Inconvenients
El principal desavantatge de la fosa a pressió és el seu elevat cost de capital. Tant l'equip de fosa necessari com les matrius i els components relacionats són molt costosos, en comparació de la majoria dels altres processos de fosa. Per tant, perquè la fosa a pressió sigui un procés econòmic, es necessita un gran volum de producció. Altres desavantatges són:
- El procés està limitat als metalls d'alta fluïdesa. Les fallades de fluïdesa poden provocar un augment de les taxes de deixalla, i els costos de deixalla en la fosa a pressió són elevats.[27]
- La fosa a pressió implica un gran nombre de peces, per la qual cosa les qüestions de repetibilitat són especialment importants.[28]
- Els pesos de les peces foses s'han limitat anteriorment a entre 30 grams i 10 kg,[nota 3][7] però a partir de 2018 s'han fet possibles preses de 80 kg.[29]
- En el procés estàndard de fosa a pressió, la peça final tindrà una petita quantitat de porositat. Això impedeix qualsevol tractament tèrmic o soldadura, perquè la calor fa que el gas dels porus s'expandeixi, la qual cosa provoca microescletxes a l'interior de la peça i l'exfoliació de la superfície. No obstant això, algunes empreses han trobat formes de reduir la porositat de la peça, la qual cosa permet limitar la soldadura i el tractament tèrmic.[30] Així doncs, un desavantatge relacionat amb la fosa a pressió és que només serveix per a peces en les quals la suavitat és acceptable. Les peces que necessiten enduriment (mitjançant enduriment o cementació) i recuita no es fonen en matrius.